# ستيرلينغ براون
ستيرلينغ براون (10 فبراير 1995 بمايوود في الولايات المتحدة - ) (بالإنجليزية: Sterling Brown)‏ هو لاعب كرة سلة أمريكي في مركز مدافع مسدد الهدف. لعب مع ميلووكي باكز.

## وصلات خارجية
- ستيرلينغ براون على موقع إن بي أي (الإنجليزية)
- ستيرلينغ براون على موقع سبورتس رفرنس (الإنجليزية)
- ستيرلينغ براون على موقع كرة السلة الأوروبية.كوم (الإنجليزية)
- ستيرلينغ براون على موقع إي إس بي إن.كوم (الإنجليزية)
- ستيرلينغ براون على موقع كلية كرة السلة في سبورتس رفرنس.كوم (الإنجليزية)
- ستيرلينغ براون على موقع ريلجم (الإنجليزية)
- ستيرلينغ براون على موقع بروبوليرز (الإنجليزية)
- ستيرلينغ براون على موقع سبورتس رفرنس (الإنجليزية)